# Vähä Meltosjärvi
Vähä Meltosjärvi är en sjö i kommunen Övertorneå i landskapet Lappland i Finland. Sjön ligger 84,2 meter över havet. Arean är 60 hektar och strandlinjen är 5,76 kilometer lång. Sjön  ingår i Torne älvs huvudavrinningsområde.   Den ligger omkring 49 kilometer väster om Rovaniemi och omkring 710 kilometer norr om Helsingfors. 
Norr om Vähä Meltosjärvi ligger Meltosjärvi. Vähä Meltosjärvi ligger söder om Iso Meltosjärvi. 